# The Devil's Pay Day

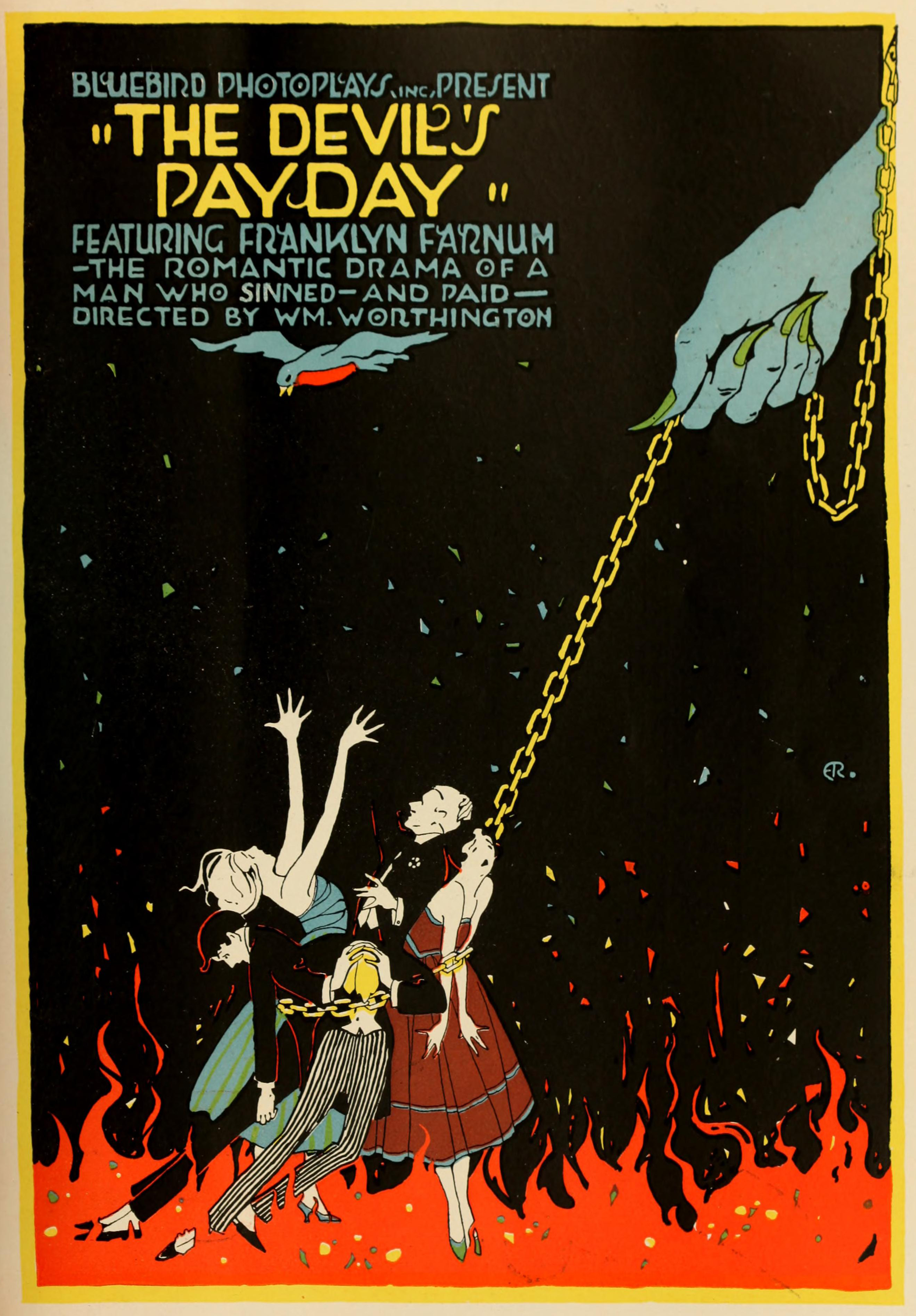

The Devil's Pay Day è un film muto del 1917 diretto da William Worthington. Fu la prima storia di George Hively ad essere ridotta per lo schermo.

## Trama
Gregory Van Houten, elegante e raffinato esponente della buona società, sposa Jean Haskins, una semplice ragazza di campagna. Lei, ben presto, si trova invischiata in spiacevoli storie. Approfittando della sua ingenuità, il marito favorisce il corteggiamento di James Hanley che fa delle avances alla giovane donna. La storia tra i due serve a Van Houten come pretesto per chiedere il divorzio. Jean, affranta, torna a casa per scoprire che suo padre l'ha ripudiata. Decisa a vendicarsi e a rovinare l'ex marito, uccide Hanley, riuscendo a far accusare dell'omicidio Van Houten che viene arrestato. Incarcerato, l'uomo muore in prigione. A Jean non resta che meditare sulle rovine della propria vita e a riflettere sul tragico epilogo di quel suo primo amore.

## Produzione
Il film fu prodotto dall'Universal Film Manufacturing Company (con il nome Bluebird Photoplays). La sceneggiatura si basava su una storia di George Hively che in origine era intitolata The Toll of Vengeance.

## Distribuzione
Il copyright del film, richiesto dalla Bluebird Photoplays, Inc., fu registrato il 6 gennaio 1917 con il numero LP9922.

Distribuito dall'Universal Film Manufacturing Company (con il nome Bluebird Photoplays), il film uscì nelle sale statunitensi il 29 gennaio 1917.
Non si conoscono copie ancora esistenti della pellicola che viene considerata presumibilmente perduta.